# اکالا (سری‌لانکا)
اکالا (به لاتین: Ekala) یک منطقهٔ مسکونی در سری‌لانکا است که در استان غربی، سری‌لانکا واقع شده‌است.